# نجوين تيان لينه
نجوين تيان لينه (مواليد 20 أكتوبر 1997) هو لاعب كرة قدم فيتنامي يلعب في مركز المهاجم في نادي بيكامكس بين دونغ.

## الانجازات
- بطولة آسيان 2024

## روابط خارجية
- نجوين تيان لينه على موقع قاعدة بيانات كرة القدم.إي يو (الإنجليزية)
- نجوين تيان لينه على موقع ناشيونال فوتبول تيمز (الإنجليزية)
- نجوين تيان لينه على موقع Soccerway.com (الإنجليزية)